# Beregowoje (Kaliningrad, Krasnosnamensk)
Beregowoje (russisch Береговое, deutsch Nowischken, 1928–1945: Brämerhusen, litauisch Noviškiai) ist ein verlassener Ort im Rajon Krasnosnamensk der russischen Oblast Kaliningrad.
Die Ortsstelle befindet sich acht Kilometer östlich von Pobedino (Schillehnen/Schillfelde) unmittelbar an der Szeszuppe, die hier die Grenze zu Litauen bildet. Am gegenüberliegenden Ufer befindet sich der kleine litauische Ort Žaltynai.

## Geschichte

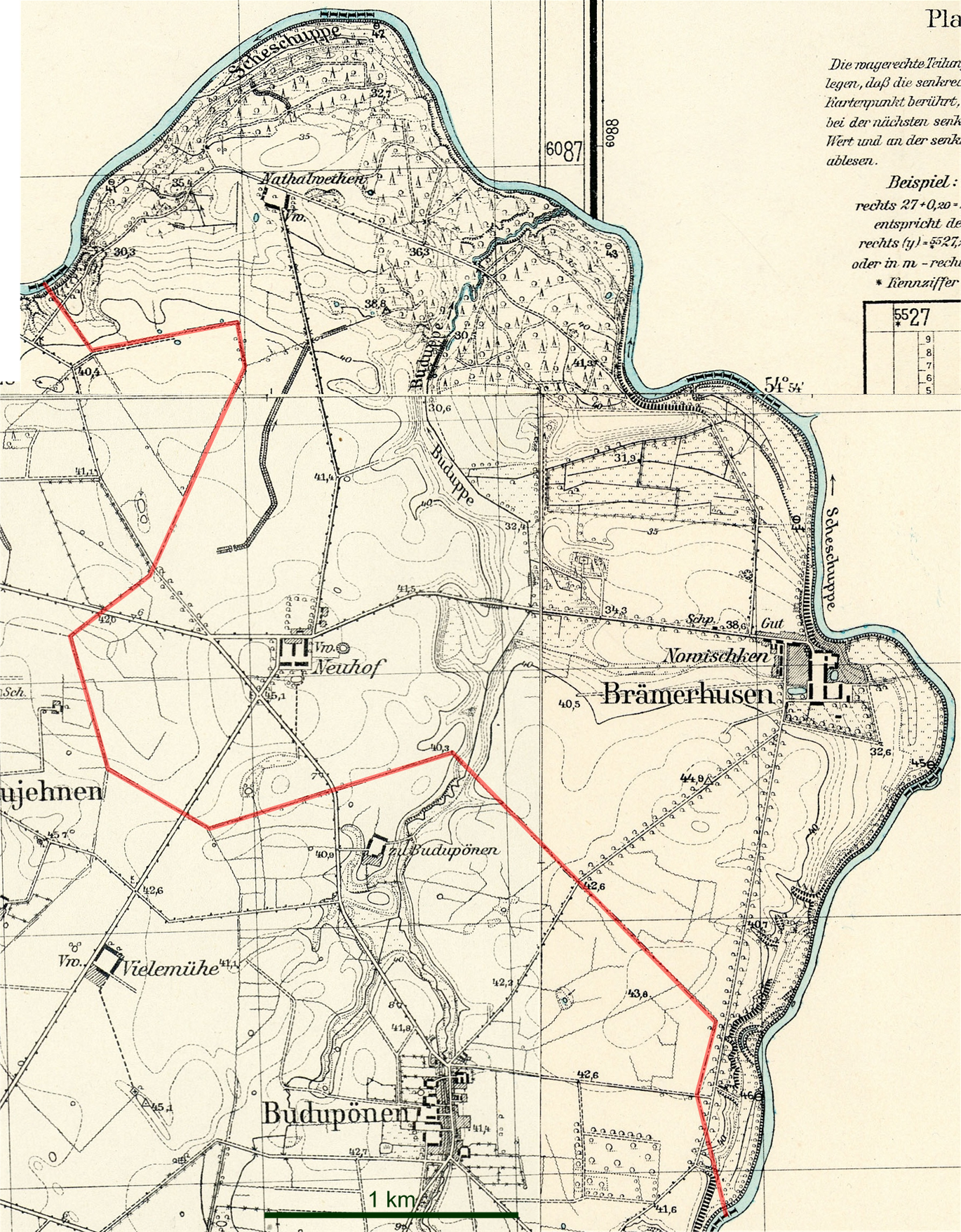
Die (Land)gemeinde Brämerhusen auf drei Messtischblättern aus den Jahren 1927 bis 1936

Um 1540 gab es in diesem Bereich die Streusiedlung Berckenwerder, die sich an der Szeszuppe entlang zog. Um 1780 bestand Nowischken, das vorher Nobeningken genannt wurde, aus einem adeligen Dorf und einem kölmischen Gut. Gutsherr war ein Kriegsrat Wlömer. 1874 wurde der Gutsbezirk Nowischken in den neu gebildeten Amtsbezirk Doristhal im Kreis Pillkallen eingegliedert. Zum Gutsbezirk Nowischken gehörte auch das Vorwerk Neuhof(f). Um 1900 wurde die Landgemeinde Nathalwethen (s. u.) als Vorwerk an Nowischken angeschlossen. 1928 wurde der Gutsbezirk in eine Landgemeinde umgewandelt und nach der Gutsbesitzerfamilie Braemer orthographisch nicht ganz richtig in Brämerhusen umbenannt.
1945 kam der Ort in Folge des Zweiten Weltkrieges mit dem nördlichen Ostpreußen zur Sowjetunion. 1947 erhielt das eigentliche Nowischken den russischen Namen Beregowoje und wurde gleichzeitig dem neu gebildeten Dorfsowjet Pobedinski selski Sowet im Rajon Krasnosnamensk zugeordnet. Beregowoje wurde vor 1975 aus dem Ortsregister gestrichen.

### Einwohnerentwicklung
| Jahr | Einwohner | Bemerkungen                           |
| ---- | --------- | ------------------------------------- |
| 1867 | 221       |                                       |
| 1871 | 227       |                                       |
| 1885 | 240       | Davon in Neuhoff 81                   |
| 1905 | 215       | Davon in Nathalwethen 6, in Neuhof 67 |
| 1910 | 232       |                                       |
| 1925 | 239       |                                       |
| 1933 | 222       |                                       |
| 1939 | 185       |                                       |

### Nathalwethen (Brämerswalde)
54° 54′ 22″ N, 22° 48′ 47″ O
Nat(h)alwethen, auch Matholischken genannt, war um 1780 ein königliches Bauerndorf mit drei, später vier Höfen. 1874 wurde die Landgemeinde Nathalwethen dem neu gebildeten Amtsbezirk Wisborienen zugeordnet. Um 1900 wurde Nathalwethen als Vorwerk an das Gut Nowischken (s. o.) angeschlossen. 1938 wurde das Vorwerk in Brämerswalde umbenannt.

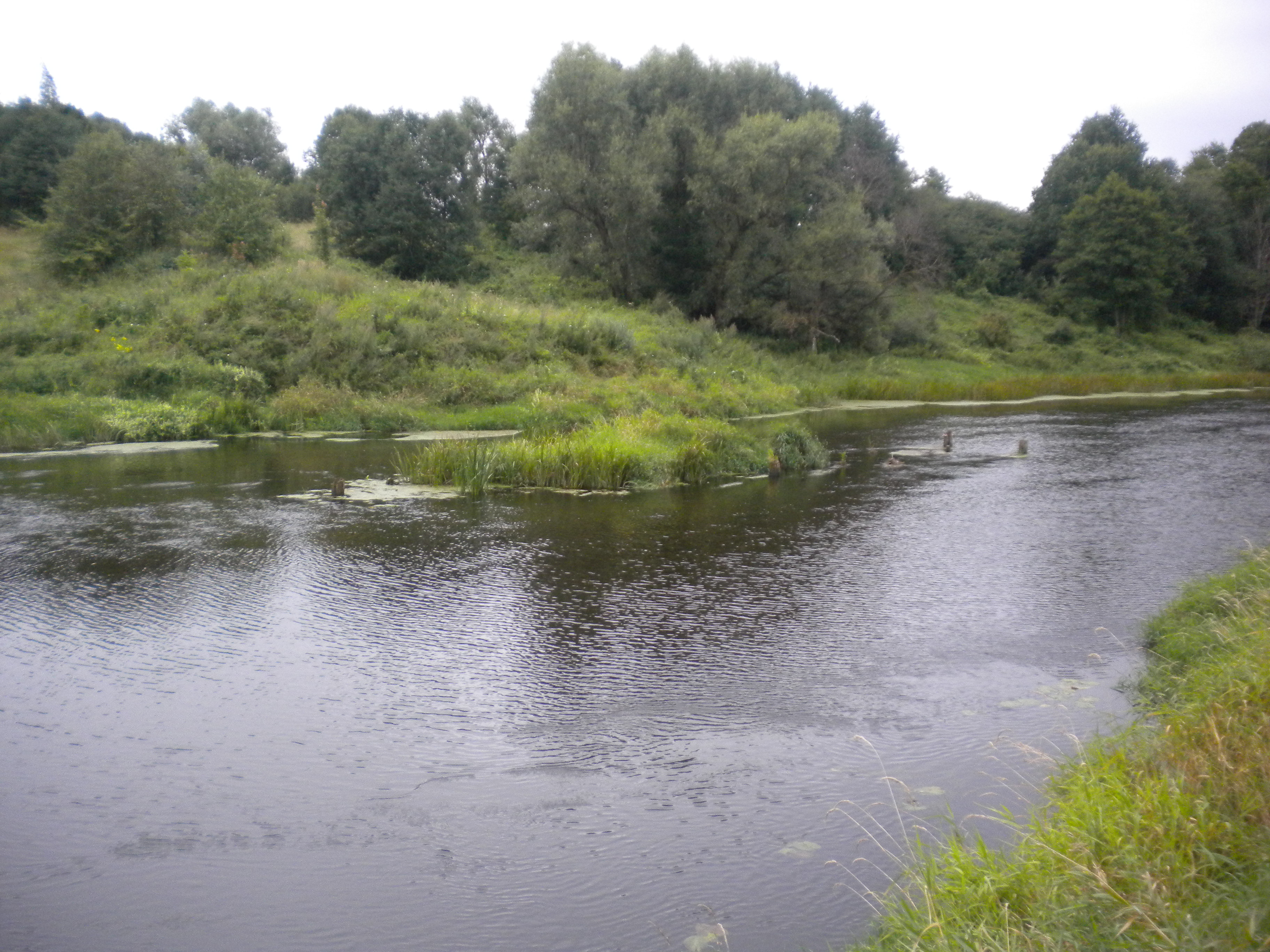
Überreste einer zur Zeit der Sowjetunion bestehenden Straßenbrücke über die Szeszuppe vom ehemaligen Nathalwethen/Brämerswalde zum litauischen Rukšniai. (Blickrichtung nach Litauen, 2011)

Über eine etwaige Wiederbesiedelung nach 1945 ist nichts bekannt. Es wurde aber in unmittelbarer Nähe eine Straßenbrücke über die Szeszuppe in die Litauische SSR errichtet (54° 54′ 31″ N, 22° 48′ 28″ O), die nicht mehr da ist.

#### Einwohnerentwicklung
| Jahr | Einwohner |
| ---- | --------- |
| 1867 | 52        |
| 1871 | 52        |
| 1885 | 50        |

## Kirche
Nowischken/Brämerhusen gehörte zum evangelischen Kirchspiel Schirwindt, Nathalwethen allerdings zum evangelischen Kirchspiel Schillehnen.